# Divan Japonais

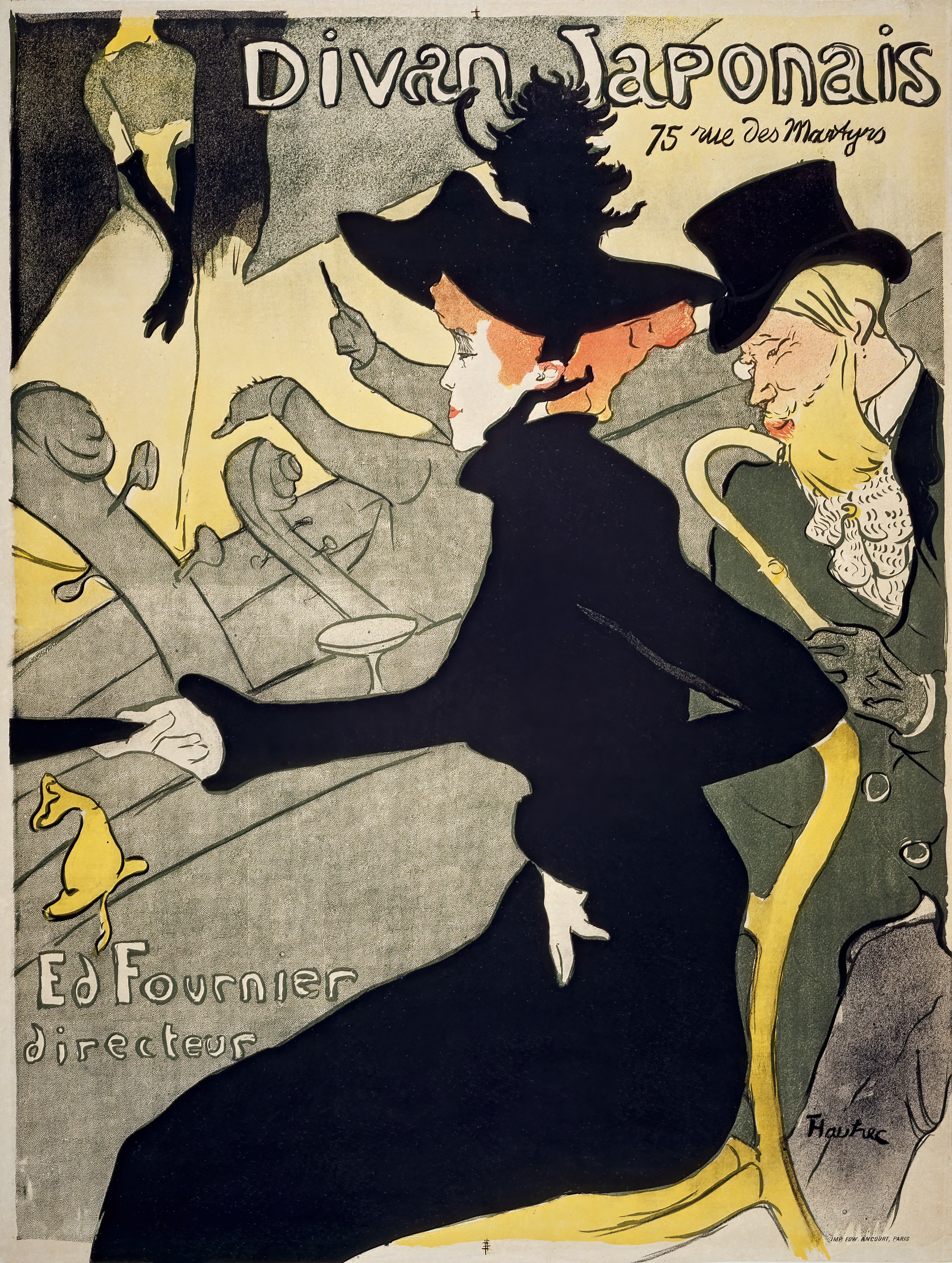
Un poster di Toulouse-Lautrec

Il Divan Japonais era un locale situato a Parigi al 75 di rue des Martyrs.
Fu aperto come caffè nel 1883 dal droghiere e poeta Jehan Sarrazin; dieci anni dopo fu trasformato in caffè concerto da Édouard Fournier. Esso era decorato all'interno con uno stile vagamente giapponese: pannelli di seta dipinta, mobili laccati, bambù e lampioncini. Il suo nome derivava probabilmente da un verso di Mallarmé.
Fu uno dei locali più frequentati dai "bohémiens", e la cantante Yvette Guilbert vi ottenne i suoi primi successi. Toulouse-Lautrec disegnò diversi manifesti pubblicitari per questo locale.
In seguito cambiò il nome in Concert Lisbonne, fu trasformato in teatrino sociale e poi in cinematografo.